# 30209 Garciaarriola
30209 Garciaarriola è un asteroide della fascia principale. Scoperto nel 2000, presenta un'orbita caratterizzata da un semiasse maggiore pari a 2,5683408 UA e da un'eccentricità di 0,1603991, inclinata di 4,78748° rispetto all'eclittica.